# Anders Behring Breivik
Anders Behring Breivik, (* 13. února 1979 Oslo) od roku 2017 přejmenovaný jako Fjotolf Hansen, je norský masový vrah a krajně pravicový politický aktivista, který 22. července 2011 spáchal sérii teroristických útoků v norském hlavním městě Oslo a na ostrově Utøya, při kterých bylo zabito celkem 77 lidí, z nichž většinu tvořili účastníci letního pobytu mládežnické organizace Norské strany práce. Šlo o největší masakr v Norsku od 2. světové války.
V srpnu 2012 byl usvědčen z masové vraždy, způsobení smrtící exploze a terorismu a následně odsouzen k 21 letům odnětí svobody s možností prodloužení, pokud bude uznán jako trvající hrozba pro společnost.

## Život
Je synem bývalého norského diplomata Jense Breivika a zdravotní sestry Wenche Behringové. Když mu byl jeden rok, rodiče se rozešli – otec chtěl syna vychovávat v Paříži se svou novou ženou, ale soud svěřil Anderse do péče matky. Ta dvakrát požádala o pomoc úřady, neboť ho považovala za velmi problematické dítě. V roce 1983 byl Breivik na doporučení posouzen dětským psychiatrem a z důvodu rizika rozvoje vážnější psychopatologie byl doporučen do pěstounské péče, na což nedošlo.
Během dětství s ním otec udržoval kontakt, ale nikdy spolu nežili. Podle otce byl Anders docela obyčejný chlapec, kterého v dětství politika vůbec nezajímala. Poslední kontakt s otcem měl v roce 1995. Breivik vyrůstal v Oslu, kde docházel na první stupeň Smestad skole, později na školu v Gaustad a na Handelsgymnasium. V 15 letech podle svých slov dobrovolně přešel k protestantské církvi, o které se ale později vyjadřoval s odporem a přál si její navrácení ke katolicismu. Během puberty Anders vášnivě poslouchal hip hop a s partou přátel vyrážel do Osla malovat graffiti. Obdivoval děti pákistánských imigrantů za jejich drsnou náturu, měl mezi nimi i dobrého kamaráda. Byl posedlý svým vzhledem: užíval anabolické steroidy, hodně posiloval a později podstoupil plastickou operaci nosu. Střední školu nedokončil a poté pracoval pro různé firmy, včetně call centra, prodeje falešných diplomů nebo prodeje venkovních reklamních ploch.
Krátce vlastnil zemědělskou firmu Breivik Geofarm v městečku Rena, což mu podle norské televize umožnilo jednoduchý přístup k průmyslovému hnojivu, které lze použít k výrobě bomby, kterou na farmě připravoval. Podle agentury Reuters Breivikova firma v květnu zakoupila 6 tun hnojiva. Podle norského listu Verdens Gang měl v úmyslu zaútočit i na Královský palác v Oslu a na sídlo vládní sociálně-demokratické strany.
V šestnácti letech se přidal k mládežnické organizaci norské pravicové Pokrokové strany, která vystupovala proti imigraci. Do Pokrokové strany vstoupil v roce 1999, tedy ve svých dvaceti letech, roku 2006 však bylo jeho členství zrušeno (podle některých zdrojů roku 2007 ze strany vystoupil). Jak se jeho názory radikalizovaly, začal kontaktovat další ultrapravicové skupiny po celé Evropě včetně srbských radikálů. Podle běloruského disidenta Michaila Rešetnikova Breivik prošel výcvikovým táborem v Bělorusku. Byl také členem zednářské lóže v Oslu. (Ta ho po útocích vyloučila ze svých řad s tím, že jeho čin a motivy jsou zcela v rozporu s zednářským učením.) 
V roce 2006 vyhlásil osobní bankrot a přestěhoval se ze sdíleného bytu k matce. Ta měla v tu dobu za sebou již třetí rozvod. Důvodem přestěhování prý bylo, aby ušetřil prostředky na svou „misi“ a také měl díky tomu více času na tvorbu svého manifestu. V tu dobu začal také plánovat své útoky a propadl se do představ o tom, že západní civilizaci převálcuje islám. V létě 2006 započal svůj samozvaný sabatikl, kdy se rozhodl rok věnovat místo práce intenzivnímu hraní hry World of Warcraft, aby se tím odřízl od reality. Hru využíval podle svých slov i jako zástěrku, kdy se rodině jevil jako závislý na hraní a nemusel tak vysvětlovat své skutečné plány. Před útokem se věnoval intenzivnímu tréninku, navštěvoval střelecký klub, měl registrované dvě lovecké zbraně a využíval k přípravě i hru Call of Duty: Modern Warfare. (Některé hračky a PC hry s válečnou tematikou byly po útocích staženy z prodeje v norských řetězcích Coop, mezi nimi i ty hrané Breivikem.)
Dne 29. listopadu 2011 předali norští psychiatři soudu zprávu o Breivikově duševním stavu. Odborníci se domnívali, že Breivik trpěl paranoidní schizofrenií, a tudíž by za svůj čin neměl nést trestní zodpovědnost. Breivik prohlásil, že umístění do psychiatrické léčebny by pro něj byl ten nejhorší možný trest a že udělá cokoliv, aby soud přesvědčil, že je duševně v pořádku. V dubnu 2012 norský soud přijal novou lékařskou zprávu, ve které psychiatři Agnar Aspaase a Terje Tørrisen zpochybnili listopadovou diagnózu Anderse Breivika jako nepříčetného. Za bombový útok v Oslu i střelbu na ostrůvku Utøya tak mohl nést trestní odpovědnost.
Dne 16. dubna 2012 bylo zahájeno soudní líčení. Dne 24. srpna téhož roku byl Breivik odsouzen ke 21 letům vězení s možností prodloužení trestu. Jde o nejdelší možný trest v norském právu.
Od roku 2013 pokračoval již z vězení ve svém vzdělání v rámci jednotlivých univerzitních kurzů, kvůli nedokončenému středoškolskému vzdělání byl ale až v roce 2015 přijat oficiálně jako student na Univerzitě v Oslu.

## Manifest

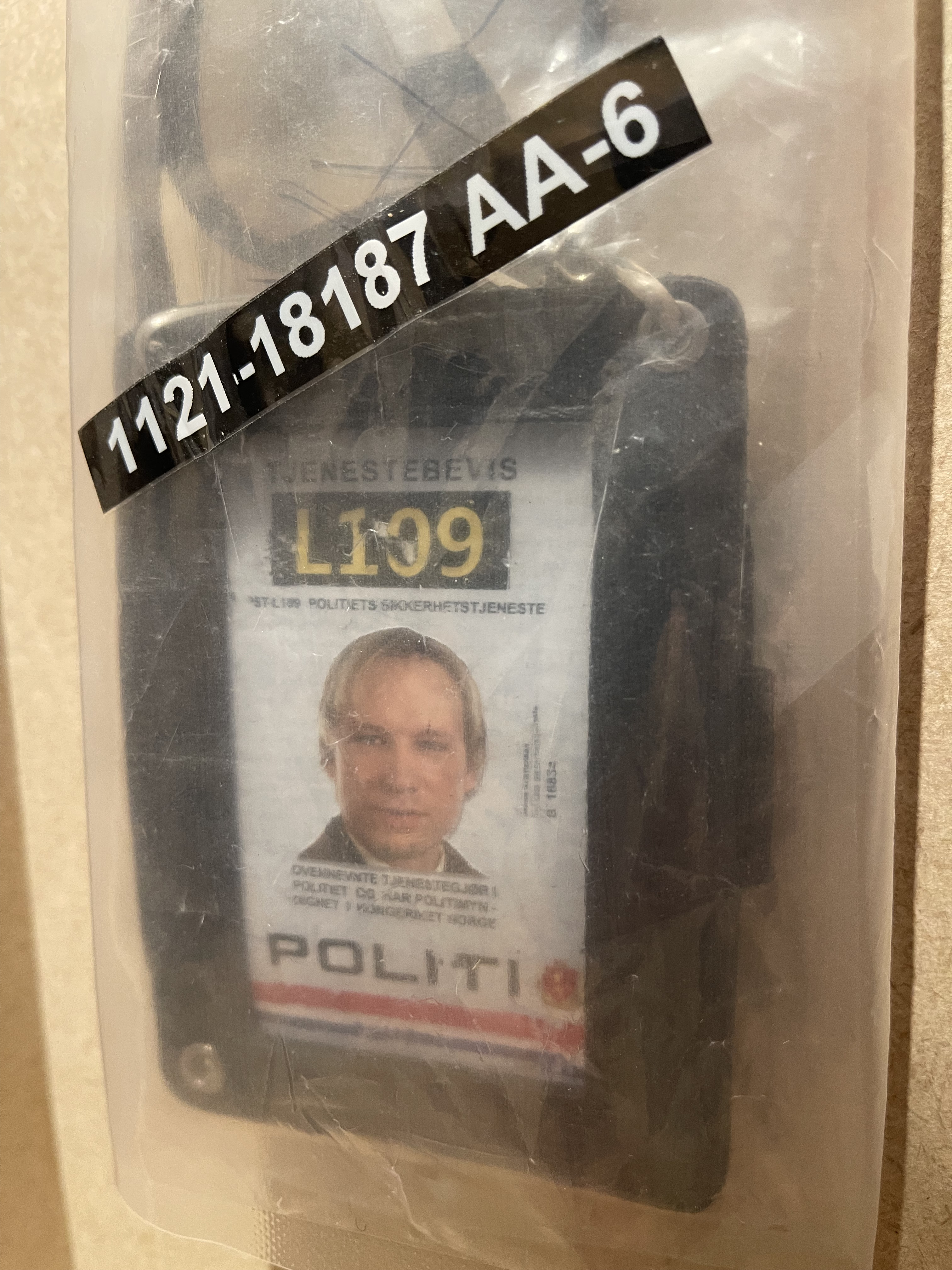
Breivikův falešný policejní průkaz.

Asi 90 minut před útokem v Oslu Breivik rozeslal na 1003 mailových adres dokument o 1518 stranách podepsaný Andrew Berwick a nazvaný 2083: A European Declaration of Independence. (Mezi tisícovkou adres, na které Breivik odeslal svůj manifest, bylo i deset adres soukromých uživatelů z České republiky, registrovaných na serverech Volny.cz a Seznam.cz.) Celý dokument není jeho dílem ale z poloviny pouze kompilací cizích textů (např. publikací amerických konzervativních think-tanků, ultra-pravicových blogerů atd.). Některé části dokumentu jsou opsány z manifestu amerického teroristy Theodora Kaczynského, známého jako Unabomber. Jediné části považované za jeho vlastní dílo jsou rozhovor s ním samotným, deníkové pasáže a jeho popis neexistující tajné podskupiny templářských rytířů, které byl podle svých slov součástí. Text reprezentuje jeho ultranacionalistické názory. Obsah manifestu kritizuje hlavně politiky členských zemí EU. Muslimy vidí jako nástroj, s nímž chtějí kulturně marxističtí politici dosáhnout zničení evropských tradic a kultur. Proto také zaútočil na tábor politické strany, která se o rozšíření multikulturalismu v jeho očích zasloužila nejvíce. U soudu Breivik prohlásil, že „Muslimové nemohou za to, že je sem politická elita pozvala.“ Název kompendia vysvětluje takto: „Musíme růst a požadovat, co nám právem náleží! Do 11. září 2083 bude třetí vlna džihádu potlačena a nadvláda kulturních marxistů/multikulturalistů rozmetána. Ocitne se v ruinách právě 400 let po našem vítězství v bitvě o Vídeň 11. září 1683. V Evropě znovu zavládnou vlastenci.“ 
Manifest obsahuje Breivikovy názory na uspořádání světa s mnoha citacemi (Sergej Dmitrijevič Sazonov, Ronald Reagan, Orhan Pamuk, Adam B. Schiff, Colin Tatz, Valerij Jakovlevič Brjusov, G. B. Shaw, Winston Churchill, Imre Kertész, Srđa Trifković, Vladimir Bukovskij, Arnold Gehlen, Jurij Bezmenov, Barack Obama, John Henry Newman, Jacques Derrida, Peter Balakian a dalších), historických odkazů (Studená válka, Genocida Arménů, Konference OSN o klimatických změnách 2009, Křižácké války, Dobytí Jeruzaléma, Bitva na Kosově poli atd.), poznámky z osobního života a podrobný technologický postup výroby trhavin použitých v Oslu. Podle vlastních slov pracoval na Manifestu devět let, z toho tři roky na plný úvazek. Breivik podrobně rozebírá přípravy na teroristický útok – opatření zbraní, výrobu výbušnin z hnojiva a svůj mentální stav ve dnech před útokem. V posledním zápisu se autor loučí a uvádí jako čas zápisu pátek 22. července 2011, 12:51 – několik hodin před explozí.
Podle svého vyjádření v manifestu pobýval Breivik v září roku 2010 několik dní v Praze proto, aby se zde pokusil navázat kontakty s kriminálním podsvětím a získat tak zbraně. Tento plán ale vůbec nevyšel. Překvapilo jej, jak je Praha bezpečná, a po pěti dnech odjel zpět do Norska. Benešovy dekrety dává za příklad západním zemím, aby s muslimy naložily stejně, jako Československo naložilo se sudetskými Němci. V manifestu mezi možnými spojenci zmiňuje i české extrémně pravicové organizace, jakými jsou Národní odpor či dnes již nefunkční Národní strana, a několikrát souhlasně cituje bývalého českého prezidenta Václava Klause. Samotný Klaus útoky ostře odsoudil.

## Názory
Podle policie ukazují Breivikovy internetové příspěvky na jeho extrémně pravicovou orientaci a protiislámské postoje. U soudu poté vypovídal, že se svým činem snažil „zachránit Norsko a západní Evropu před kulturním marxismem a převzetím moci muslimy“.

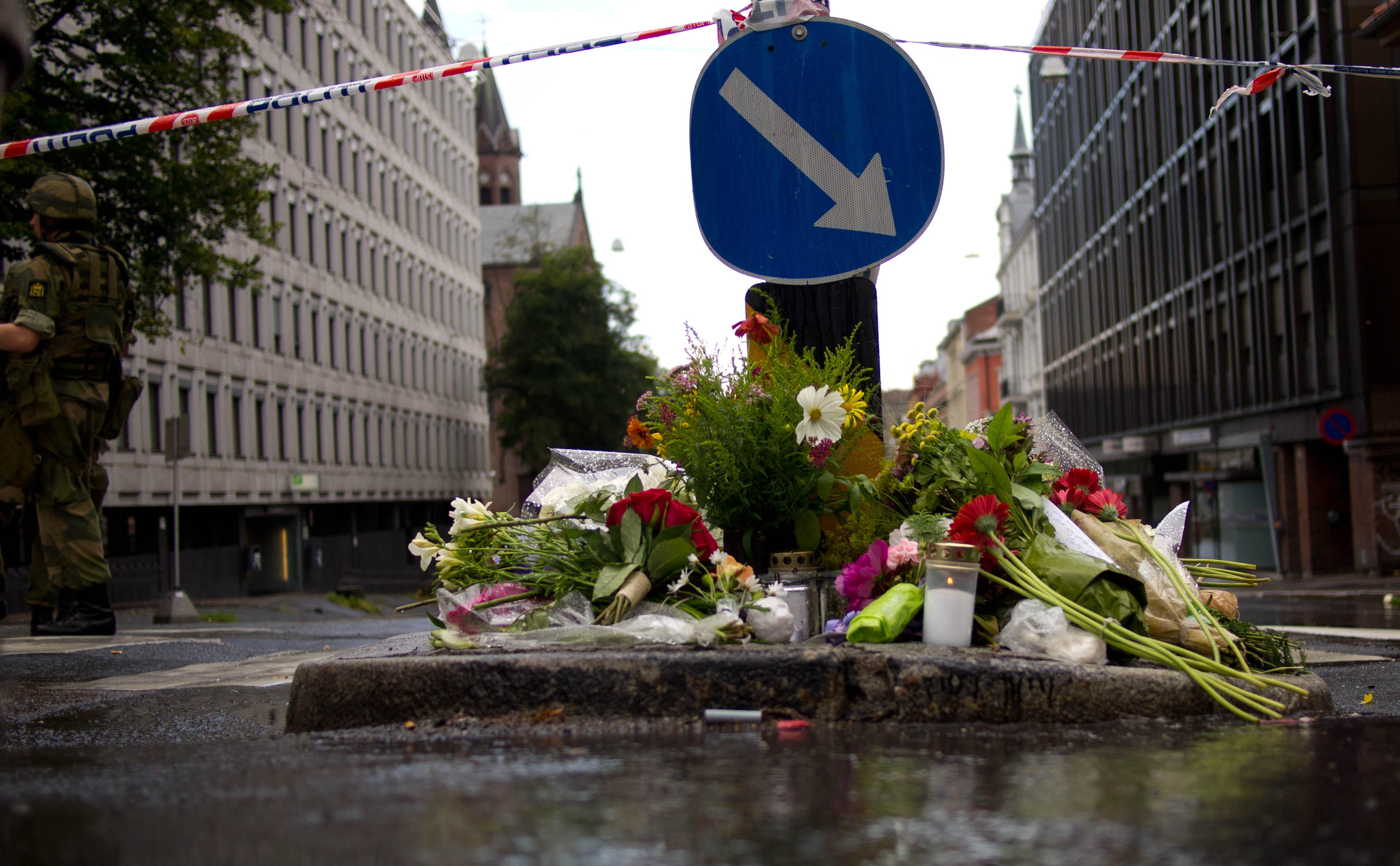
Místo bombového útoku v Oslu den poté.

Šest hodin před útokem zveřejnil Breivik na YouTube video, ve kterém vybízí sympatizanty, aby „přijali mučednictví“. Video obsahuje fotografie Breivika v neoprenu a se zbraní. Ve svém profilu na sociální síti Facebook se Breivik charakterizoval jako konzervativec a křesťan. Policie ho označila za křesťanského fundamentalistu. Sám se v diskusi na internetu vyslovil pro kolektivní návrat protestantů ke katolictví. Svůj vztah k náboženství hodnotil slovy: „Nebudu předstírat, že jsem příliš náboženský člověk.“
Podle zpravodaje Českého rozhlasu na Blízkém východě Břetislava Turečka se už dříve objevily náznaky, že je „radikálním stoupencem křesťanského sionismu“, měl se totiž přihlásit k plánům etnicky vyčistit Západní břeh Jordánu a pásmo Gazy od Palestinců. Podle Mojmíra Kalluse, předsedy české pobočky Mezinárodního křesťanského velvyslanectví Jeruzalém, je ale takové chápání jeho osobnosti mylné, nelze mu věřit, že mu skutečně jde o blaho Židů. Naopak Breivikovo pojetí sionismu má být karikaturou a má spíše prozrazovat jeho vlastní myšlenkový svět, protože stát Izrael spojuje s etnickými čistkami a nacionalismem. Breivikovi mají Židé a Izrael prý sloužit pouze za nástroj v jeho boji proti muslimům a „levicovému propalestinskému establishmentu“.
Také podle brněnského politologa Marka Čejky je Breivikova stylizace do role filosemity „hrubým zkreslením“. Čejka se domnívá, že pokud by pravicoví teroristé Breivikova typu „mohli zaútočit na nějakého Žida, tak by to velice rádi udělali.“ Za „zavádějící“ považuje i Breivikovo přiřazování ke křesťanským fundamentalistům. To rovněž zpochybnil slovenský konzervativní politik Vladimír Palko a další komentátoři.
Breivik byl aktivním členem zednářské lóže, která jeho členství potvrdila, ale od odpovědnosti za jeho činy se distancovala. Podle Massima Introvigneho se Breivik obracel na všechny, kteří jsou negativně naladěni proti islámu, tj. na organizované ateisty, novopohanská hnutí i satanisty. Jeden z řádných duchovních v Norsku legální Satanovy církve byl tím, kdo Breivikův manifest zveřejnil.
Od Breivikova činu se distancovali všichni významní politikové. Někteří však jeho čin podpořili. Italský europoslanec Mario Borghezio, zvolený za Ligu severu uvedl, že „sto procent Breivikových idejí je správných, některé jsou dokonce vynikající.“ Rovněž Francesco Speroni, který patří ke klíčovým postavám Ligy severu a byl v letech 1994 a 1995 ministrem pro ústavní reformy, se sice v rozhlasovém rozhovoru distancoval od masakru, současně ale řekl: „Breivikovou idejí je obrana západní civilizace.“
V roce 2015 se Breivik prohlásil za „klasického neonacistu“ uctívajícího severského boha Ódina.

## Psychologický profil
Podle závěrů psychiatrického vyšetření z roku 2011 dvojicí soudem ustanovených lékařů (podrobené kontrole expertního panelu) mu byla diagnostikována psychotická porucha, konkr. paranoidní schizofrenie. Diagnóza nevycházela z jeho politických názorů a zastávaného extrémismu, ale z jeho falešné představy své velmi významné role v extrémistickém hnutí i iluzích o vlastních schopnostech (Breivik měl podle svých slov vést neexistující buňku fiktivních Templářských rytířů, ale také věřil, že umí číst lidem myšlenky).
Diagnóza psychotické poruchy by vedla k vyhodnocení Breivika jako nepříčetného a možnosti, že nebude trestně odpovědný, což zvedlo vlnu odporu veřejnosti. Ačkoli nebyla celá zpráva z jeho vyšetření více než půl roku veřejná a soudní lékaři tak nemohli komentovat důvody pro stanovenou diagnózu, začali ji někteří odborníci diskutovat a rozporovat. Celou diskuzi pak značně rozdmýchával zájem médií.
Politici a velká média začali volat po novém vyšetření Breivika, ostatně on sám nechtěl být souzen jako nepříčetný, jelikož věřil, že by to sebralo jeho činu na domnělé legitimitě. Nová dvojice psychiatrů v lednu 2012 jeho stav přezkoumala a vyhodnotila jako poruchu osobnosti, konkr. narcistickou. (Diskutovány byly i disociální porucha a Aspergerův syndrom.) Kromě toho podalo svědectví 17 expertů, kteří Breivika denně sledovali po jeho uvěznění. Soud novou zprávu přijal a podle ní byl Breivik v době spáchání svého činu příčetný a je za něj proto zodpovědný.

### Vyjádření odborníků v médiích
K Breivikově stavu se vyjádřili i čeští odborníci. Psychiatrička Marta Holanová považuje Breivika za narcistní osobnost s mesiášským naladěním, přičemž poruchu osobnosti nepovažuje Holanová za duševní nemoc. Psycholog Slavomil Hubálek označil Breivikův manifest za pseudovědecký blábol, jehož pomatená ideologie jen posloužila Breivikově agresivitě a touze po slávě, které byly hlavní motivací a mohly být projevem komplexu méněcennosti ze sociální a partnerské neúspěšnosti. Podle Hubálka však Breivik naplňuje všech 7 bodů takzvané škály fašismu v osobnosti. Ředitel psychiatrické nemocnice v Brně-Černovicích Marek Radimský se domnívá, že kdyby byl Breivik duševně nemocný, jen těžko by si mohl všechno tak dobře promyslet a zorganizovat. Znalci se shodují, že Breivik byl nadprůměrně inteligentní.
Podle české policejní psycholožky Ludmily Čírtkové byl Breivik masovým vrahem z ideových pohnutek – misionářský pachatel z nenávisti, který věří, že jeho činy jsou z vyššího pověření a nutné k prospěchu společnosti. Na počátku procesu psychického vývoje předpokládá nějaký sociální propad pachatele, neúspěch v normálním zařazení do společnosti, což je kompenzováno virtuálním životem a hledáním viníka a nepřítele, jímž se v Breivikově případě stal multikulturalismus, kulturní marxismus a podobné konstrukty.
Komentáře k jeho stavu nicméně vyslovovaly autority po celém světě. Apoštolský nuncius v Norsku Emil Paul Tscherrig řekl, že vnucovat druhým svoji fixní ideu či ideologii je křesťanské existenci naprosto cizí a v případě Breivika jde zjevně o vyšinutou osobnost. Italský sociolog Massimo Introvigne o Breivikovi napsal, že „všechny svoje problémy a problémy světa připisoval muslimům a nepochybně byly jeho motivace také patologického rázu“.

## Soud a věznění
Soud s Breivikem začal 16. dubna 2012 a Breivik v průběhu něj vypovídal mimo jiné o podrobnostech masakru. Dne 24. srpna 2012 byl Anders Breivik odsouzen za vraždu a terorismus k 21 rokům žaláře s možností prodloužení trestu (forvaring). Po vynesení rozsudku prohlásil, že neuznává legitimitu soudu, a proto se proti rozsudku neodvolá. Prokuratura následně na tiskové konferenci oznámila, že přestože požadovali jeho prohlášení za nepříčetného a umístění v psychiatrické léčebně, proti rozsudku se rovněž neodvolají.
Breivik je vězněn v izolaci s omezeným stykem se spoluvězni, původně byl vězněn ve věznici Skien a od roku 2022 je v norské věznici Ringerike. K dispozici má několik vlastních pokojů, přístup do posilovny, vlastní X-box, televizi, počítač a chová tři andulky, nemá ale možnost přístupu k internetu. Norská vězení mají proti jiným zemím za cíl umožnit vězňům žít život co nejbližší normálnímu (např. umožňují studium i účast ve volbách) a omezovat pouze jejich svobodu tak, aby umožnili rychlý a úspěšný návrat vězňů do společnosti. Míra recidivy je v Norsku pouhých 20 %, tedy jedna z nejnižších na světě.
Breivikův advokát Øystein Storrvik v červnu 2017 uvedl, že si Breivik změnil občanské jméno na Fjotolf Hansen. V lednu 2022 požádal o podmínečné propuštění s odůvodněním, že již není pro okolní svět nebezpečný. Před soudem držel transparent o nadřazenosti bílé rasy a několikrát zvednul pravou ruku. Soud jeho žádost zamítl. Již v roce 2016 podal k soudu žalobu s tím, že ve věznici jsou porušována jeho lidská práva. Znovu ze stejných důvodů podal žalobu v roce 2024 s odůvodněním, že podmínky jeho věznění jsou nelidské a izolace u něj dle jeho slov vede k depresi a sebevražedným myšlenkám. Soud obě jeho žádosti zamítl.